# Projeto Formoso

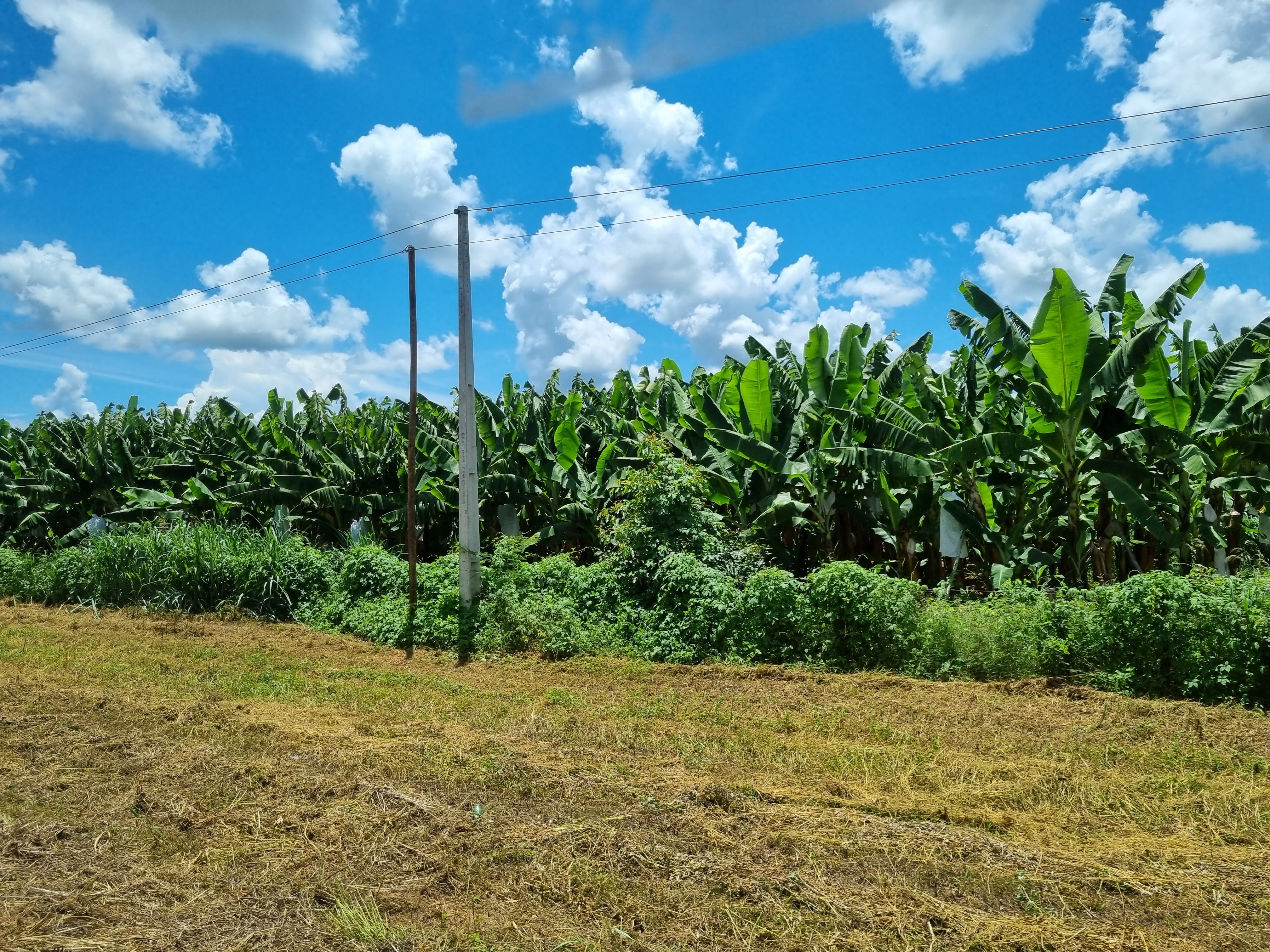
Plantação de banana no Projeto Formoso, em 2023.

O Projeto Formoso é o resultado de iniciativa governamental federal brasileira de agricultura irrigada no município de Bom Jesus da Lapa, na Bahia. Executado pela Odebrecht (atual Novonor) e contratado pela Companhia de Desenvolvimento dos Vales do São Francisco e do Parnaíba (Codevasf) entre 1988 e 1999, o projeto de irrigação tornou o município um polo de cultivo de banana e levou à formação do Distrito de Irrigação Formoso (DIF), a associação de produtores da região. Abrange um perímetro com infraestrutura direcionada para a agricultura irrigada formado por dois setores, Formoso A e Formoso H, constando de duas estações de bombeamento principal, 29 estações de bombeamento secundárias, 82.72 quilômetros de canais de concreto a céu aberto, 288,82 quilômetros de estradas e 119,89 quilômetros de drenos. Situado no distrito municipal de Formoso, reúne cerca 1.165 lotes irrigados em uma área de 12 mil hectares.
O Perímetro Irrigado Formoso foi implantado pelo Governo Federal, por meio da CODEVASF, entre os anos 1980 e 1990, às margens do Rio Corrente, no município de Bom Jesus da Lapa,  em uma área bruta total de 19.500 hectares, sendo 12.100 hectares de área irrigável, voltado para o desenvolvimento agropecuário da região. Localiza-se à margem esquerda do Rio São Francisco e à margem do Rio Corrente com diversos acessos ao longo da BR-349 que liga os municípios de Bom Jesus da Lapa e Santa Maria da Vitória.
É o maior produtor de banana do País, fora o destaque do cultivo de outras frutas como o mamão, a manga, a melancia.

## Distrito de Irrigação Formoso
O Distrito de Irrigação Formoso é uma associação formada por todos os empresários rurais, proprietários de lotes agrícolas dentro do Perímetro Irrigado Formoso, tendo como missão além de administrar o perímetro, operar e dar manutenção na captação e distribuição da água do Rio Corrente aos lotes dos seus associados. Foi fundado pelos produtores irrigantes como uma associação sem fins lucrativos, com o objetivo de administrar, manter e operar o Perímetro Irrigado Formoso por meio de contrato em dezembro de 1989 com CODEVASF que elaborou o plano de emancipação dos perímetros possibilitando a transferência da administração pública para o setor privado que veio, por fim, formalizar o processo de emancipação do Perímetro Irrigado de Formoso.